# Frank Stanley
Frank Stanley (5 de mayo de 1922 - 21 de diciembre de 1999) fue un director de fotografía estadounidense conocido por su trabajo en películas como 10, la mujer perfecta, Harry el fuerte y Grease 2.

## Biografía
Frank Walter Stanley nació el 5 de mayo de 1922 en Nueva York, Estados Unidos. Desde joven mostró interés por la cinematografía, lo que lo llevó a estudiar y perfeccionar su técnica en el arte de la fotografía cinematográfica. A lo largo de su carrera, Stanley trabajó en numerosas películas destacadas y fue reconocido por su habilidad para capturar la esencia visual de cada historia. Falleció el 21 de diciembre de 1999 en Sarasota, Florida.

## Carrera
Stanley comenzó su carrera en la industria del cine en la década de 1960, trabajando en diversas producciones antes de alcanzar notoriedad. Su colaboración con Clint Eastwood en los años 70 fue especialmente significativa, destacando en películas como Harry el fuerte (1973), Thunderbolt and Lightfoot (1974), y The Eiger Sanction (1975). Durante el rodaje de The Eiger Sanction, Stanley sufrió un accidente mientras filmaba escenas de escalada en Suiza, lo que lo obligó a usar una silla de ruedas temporalmente. A pesar de las dificultades, logró completar la filmación bajo presión.
Después de su colaboración con Eastwood, Stanley continuó trabajando en proyectos importantes, incluyendo 10, la mujer perfecta (1979) dirigida por Blake Edwards, y Grease 2 (1982). Su estilo se caracterizaba por un uso innovador de la luz y la composición, creando atmósferas únicas en cada una de sus películas.

## Estilo y técnica
Frank Stanley era conocido por su capacidad para utilizar la luz y la composición de manera efectiva, creando atmósferas únicas en cada una de sus películas. Su estilo se caracterizaba por un uso innovador de la cámara y una atención meticulosa a los detalles visuales. Stanley fue miembro de la American Society of Cinematographers (ASC) desde 1975.

## Premios y reconocimientos
A lo largo de su carrera, Stanley recibió varios premios y nominaciones, incluyendo una nominación al Primetime Emmy. También fue presidente del International Photographers Guild IATSE Local 659, ahora conocido como International Cinematographers Guild Local 600.